# Macroglossum glaucoptera
Macroglossum glaucoptera là một loài bướm đêm thuộc họ Sphingidae, chi Macroglossum.